# بكر بن حماد
أبو عبد الرحمن بكر بن حماد بن سهل (وقيل بن سهر) بن إسماعيل الزناتي التيهرتي (ولد سنة 200 هـ، تيهرت - توفي 296 هـ، تيهرت) أديب وشاعر وعالم فقيه نشأ في أحضان الدولة الرستمية وانتقل عام 217هـ إلى القيروان. تنقل بعدها إلى مصر وبغداد التي عاش زمنا بها ببلاط الخليفة العباسي المعتصم بالله فمدحه ونال عنده الحظوة. اختلف في مذهبه حيث نسبه البعض إلى المالكية وآخر جعله من أهل الحديث ورأي ثالث قال أنه إباضي بحكم نشأته وتربيته في نواة الدولة الإباضية الرستمية وذهب رأي رابع إلى أنه مجهول المذهب وقال آخرون أنه من الشيعة الإمامية.

## حياته ورحلاته
ولد بتيهرت عاصمة الرستميين سنة 200 هـ. وبها تلقى دروسه الأولى عن طريق جلة علمائها ومحدثيها وفقهائها، إلى أن بلغ سن السابعة عشر حيث غادر بعدها مدينته تيهرت نحو إفريقية والمشرق، ويعد بكر من أوائل الشعراء المجيدين والذائعي الصيت في المغرب العربي.
سافر بكر بن حماد من مدينته تيهرت سنة 217 هجرية قاصدا المشرق، فتوقف بالقيروان، وأخذ عن أكابر علمائها وبالخصوص عون بن يوسف الخزاعي والإمام سحنون بن سعيد التنوخي، وما لبث مدة من الزمن حتى غادر القيروان نحو المشرق قاصدا البصرة والكوفة حيث أخذ عن محدثيها مثل عمرو بن مرزوق وأبي الحسن البصري وبشر بن حجر وأبي حاتم السجستاني وعن علمائها مثل الرياشي وابن الأعرابي وقصد عاصمة الخلافة العباسية بغداد فاتصل بالخليفة المعتصم ومدحه بأشعار رائقة فأكرمه الخليفة وأخلع عليه من الجوائز الكثير، كما كانت بينه وبين دعبل الخزاعي بعض الحوادث، ولقي أبا تمام حبيب بن أوس الطائي، وعلي بن جهم الخراساني
.
ثم بعد مدة طويلة عاد إلى المغرب وأقام بالقيروان وأقام للتدريس هناك بجامعها. فقد كان من رواة الحديث مع ما اشتهر عنه من الشعر والأدب والفصاحة والبيان فلم تكن مجالسه لتخلوا من المناظرات العلمية في شتى صنوف العلم والأدب.
وبعد طواف طويل عاد إلى موطنه تيهرت وتوفي وهو في مقربة منها سنة 296 هجرية.

## شيوخه
تلقى بكر بن حماد العلم على يد مشاهير عصره من العلماء نتيجة لرحلته إلى المشرق ومنهم:
- مسدد بن مسرهد (توفي سنة 228 هجرية): من علماء البصرة الثقات بشهادة جل من العلماء وروى عنه بكر المسند.
- نعيم بن حماد الخزاعي المروزي (توفي سنة 228 هجرية).
- ابن الأعرابي (توفي سنة 231 هجرية).
- بهلول بن عمر بن صالح (توفي سنة 233 هجرية).
- إسحاق بن راهويه.
- زهير بن عباد الواسي.
- سحنون بن سعيد التنوخي.
- أبو حاتم السجستاني.

## تلاميذه
أخذ العلم عنه جمع غفير من علماء المغرب سواء في القيروان أو تيهرت أو في المشرق أيضا ومنهم:
- قاسم بن عبد الرحمن التميمي التيهرتي.
- قاسم بن أصبغ بن محمد البياني: رواى عن بكر المسند لمسدد.
- محمد بن صالح بن محمد بن سعد....الخ وغيرهم كثير.

## ثناء العلماء عنه
اشتهر بكر بن حماد بقوة حفظه وشدة ذكائه، وبحسن روايته للحديث الشريف، وقد وثقه علماء الإسلام ممن ترجموا له أو ذكروا الأحاديث المسندة عنه، مع ماكان مشهور به من الشعر والفصاحة والبيان حيث لم يكن يقل شأنه عن شعراء عصره مثل أبي تمام أو دعبل الخزاعي وقد أثنى عليه أقرانه وشيوخه وتلاميذه أيضا:
فوصفه الإمام العجلي: «من أئمة أصحاب الحديث» و«ثقة ثبت وكان صاحب آداب».
كما قال عنه ياقوت الحموي: «بكر بن حماد أبو عبد الرحمن، كان بتيهرت وهو من حفاظ الحديث وثقات المحدثين المأمونين».
وقال عنه محمد بن عبد الله بن عبد المنعم الحميري: «بكر بن حماد، كان ثقة مأمونا حافظا للحديث».

## آثاره
رغم شهرة بكر بن حماد في علم الحديث النبوي الشريف ومعاصرته لعلماء أجلة في هذا الباب، لكن كتب التراجم والسير لم تذكر أنه ترك أي كتاب في هذا المجال، ورغم هذا فقد روى ونقل عنه تلاميذه بإملائه كتب الحديث مثل مسند ابن مسهد ومسند بقي بن خالد وغيرهم، وله أقوال في الجرح والتعديل منقولة عنه.
أما بالنسبة للشعر فله فيه قصائد وأبيات كثيرة متفرقة جمعها مؤخرا الأستاذ رمضان شاوش في ديوان سماه «الدر الواقد من شعر بكر بن حماد».

### نماذج من شعره
- قصيدة يرثى فيها ابنه:[7]

- وقال يهجو ابن ملجم قاتل الإمام علي رضي الله عنه:[7]

## وصلات خارجية
- بكر بن حماد التيهرتي